# Muara Limun
Muara Limun is een bestuurslaag in het regentschap Sarolangun van de provincie Jambi, Indonesië. Muara Limun telt 867 inwoners (volkstelling 2010).